# Canthidium melanocephalum
Canthidium melanocephalum là một loài bọ cánh cứng trong họ Bọ hung (Scarabaeidae).